# Leszczanka (powiat bialski)
Leszczanka – wieś w Polsce położona w województwie lubelskim, w powiecie bialskim, w gminie Drelów.
| SIMC    | Nazwa     | Rodzaj      |
| ------- | --------- | ----------- |
| 0011707 | Byk       | osada leśna |
| 0011713 | Za Groblą | część wsi   |

W latach 1975–1998 miejscowość należała administracyjnie do województwa bialskopodlaskiego.
Wieś jest sołectwem w gminie Drelów. Według Narodowego Spisu Powszechnego z roku 2011 wieś liczyła 93 mieszkańców.
Wierni Kościoła rzymskokatolickiego należą do parafii św. Michała Archanioła w Witorożu.

## Historia
W wieku XIX wieś Leszczanka posiadała osad 19, z gruntem mórg 409. Wchodziła w skład dóbr Międzyrzeckich hrabiny Potockiej.
Według spisu powszechnego z roku 1921 miejscowość Leszczanka wieś posiadała 28 domów i 147 mieszkańców, natomiast Leszczanka leśniczówka domów 2 i 11 mieszkańców.

## Pomniki pamięci
W lesie tuż przy drodze z Wólki Plebańskiej do Witoroża znajduje się zbiorowa mogiła żołnierzy Armii Krajowej poległych w walce z Niemcami w dn. 22-26 lipca 1944 roku.